# Unión Nacional Karen

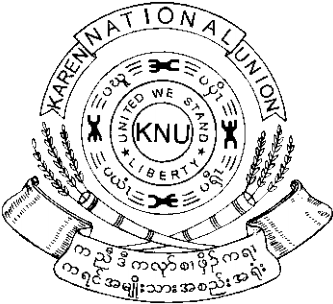
Sello de la Unión Nacional Karen

La Unión Nacional Karen ( birmano : ကရင် အမျိုးသား အစည်းအရုံး ; abreviado KNU ) es una organización política con un brazo armado, el Ejército de Liberación Nacional Karen (KNLA), que afirma representar al pueblo Karen de Birmania. Opera en las montañas del este del país y tiene redes subterráneas en otras áreas donde el pueblo karen viven como un grupo minoritario. En el idioma Karen , esta área se llama Kawthoolei. Algunos de los karen, dirigidos principalmente por la Unión Nacional Karen (KNU), han librado una guerra contra el gobierno central desde principios de 1949, teniendo como objetivo principal la independencia y creación del estado Karen.

## Historia
El objetivo de la KNU al principio era la independencia. El noveno congreso de la KNU se celebró en septiembre de 1974. Desde 1976, el grupo armado ha pedido un sistema federal en lugar de un Estado Karen independiente.  

### Década del 2000
El 12º congreso de la KNU se llevó a cabo en 2000, el 13º congreso de la KNU se llevó a cabo del 12 al 16 de diciembre de 2005, y el 14º congreso de la KNU se llevó a cabo del 6 al 20 de octubre de 2008.
En 2009, la fuerza de combate de la KNU se redujo a alrededor de 3000 a 5000 soldados,  y el 25 de junio de 2009, el cuartel general de la Brigada 7 de la KNLA fue invadido.

### Década del 2010
En enero de 2012, el gobierno civil respaldado por el ejército de Birmania firmó un acuerdo de alto el fuego con la KNU en Hpa-an , la capital del estado oriental de Kayin. Aung Min , el ministro de Ferrocarriles, y el general Mutu Sae Poe de la KNU dirigieron las conversaciones de paz.

### Década del 2020
Las tensiones entre la KNU y el Tatmadaw aumentaron a medida que los disturbios se extendían por el país tras el Golpe de Estado en Birmania de 2021. El 27 de marzo de 2021, la Brigada 5 de la KNU invadió una base del ejército de Birmania cerca de la frontera con Tailandia y mató a 10 soldados, incluido un comandante adjunto del batallón. El ejército de Birmania lanzó múltiples ataques aéreos contra las aldeas de Karen en represalia.

## Conformación actual
Los líderes electos durante el congreso número 15 de la organización corresponden a::
Comité ejecutivo central
- Presidente: General Saw Mutu Say Poe
- Vicepresidente: P'doh Kwe Htoo Win
- Secretario general: P'doh Ta Doh Moo
- Secretario número 1: P'doh Saw Hser Bweh
- Secretario número 2: P'doh Saw Hla Tun
- Otros miembros: General Saw Johny, P'doh Saw Th'mein Tun, P'doh Naw Dah Dah, P'doh Mahn Nyein Maung, P'doh Saw Roger Khin